# Ковали (Ельский район)
Ковали (бел. Кавалі) — деревня в Засинцевском сельсовете Ельского района Гомельской области Белоруссии.
На севере граничит с лесом.

## География

### Расположение
В 44 км на юго-запад от Ельска, в 26 км от железнодорожной станции Словечно (на линии Калинковичи — Овруч), в 219 км от Гомеля, в 2 км от государственной границы с Украиной.

## Гидрография
На западе река Ясинец (приток реки Словечна).

## Транспортная сеть
Транспортные связи по просёлочной, затем автомобильной дороге Словечно — Ельск. Планировка состоит из короткой прямолинейной улицы, ориентированной с юго-запада на северо-восток. Застройка двусторонняя, деревянная, усадебного типа.

## История
По письменным источникам известна с XIX века как хутор в Скороднянской волости Мозырского уезда Минской губернии. В 1930 году создан колхоз «Путь Ленина», работала кузница. Во время Великой Отечественной войны в июле 1943 года оккупанты сожгли деревню и убили 4 жителя. 19 жителей погибли на фронте. В 1959 году в составе колхоза «Путь Ленина» (центр — деревня Засинцы), клуб.

## Население

### Численность
- 2004 год — 32 хозяйства, 66 жителей.

### Динамика
- 1897 год — 8 дворов, 75 жителей (согласно переписи).
- 1908 год — 13 дворов, 115 жителей.
- 1917 год — 122 жителя.
- 1924 год — 22 двора, 149 жителей.
- 1940 год — 45 дворов.
- 1959 год — 179 жителей (согласно переписи).
- 2004 год — 32 хозяйства, 66 жителей.